# Metergolina
Metergolina é uma droga psicoativa da classe química das ergolinas que atua como um ligando para vários receptores de serotonina e dopamina.